# Musculus nasalis
De musculus nasalis of neusspier is een  platte driehoekige spier die loopt over de neus. De spier beweegt de neusvleugels en daarmee de (rest van de) neus Hij wordt geïnnerveerd door de nervus facialis.
De musculus nasalis bestaat uit twee delen:
- pars alaris[1] of musculus dilatator naris[2]: de oorsprong van dit deel ligt bij het jugum alveolare van de laterale snijtand[4] en haar aanhechting aan de neusvleugel[4] en rand van het neusgat.[4] De pars alaris verwijdt de neusopening.[2]
- pars transversa[1] of musculus compressor naris[2]: de oorsprong van dit deel ligt bij het jugum alveolare boven de hoektanden[4] en haar aanhechting aan de cartilago nasi lateralis[4] en de peesplaat van de neusrug.[4] De pars transversa trekt het neuskraakbeen omlaag.[2]